# IJsbergtheorie

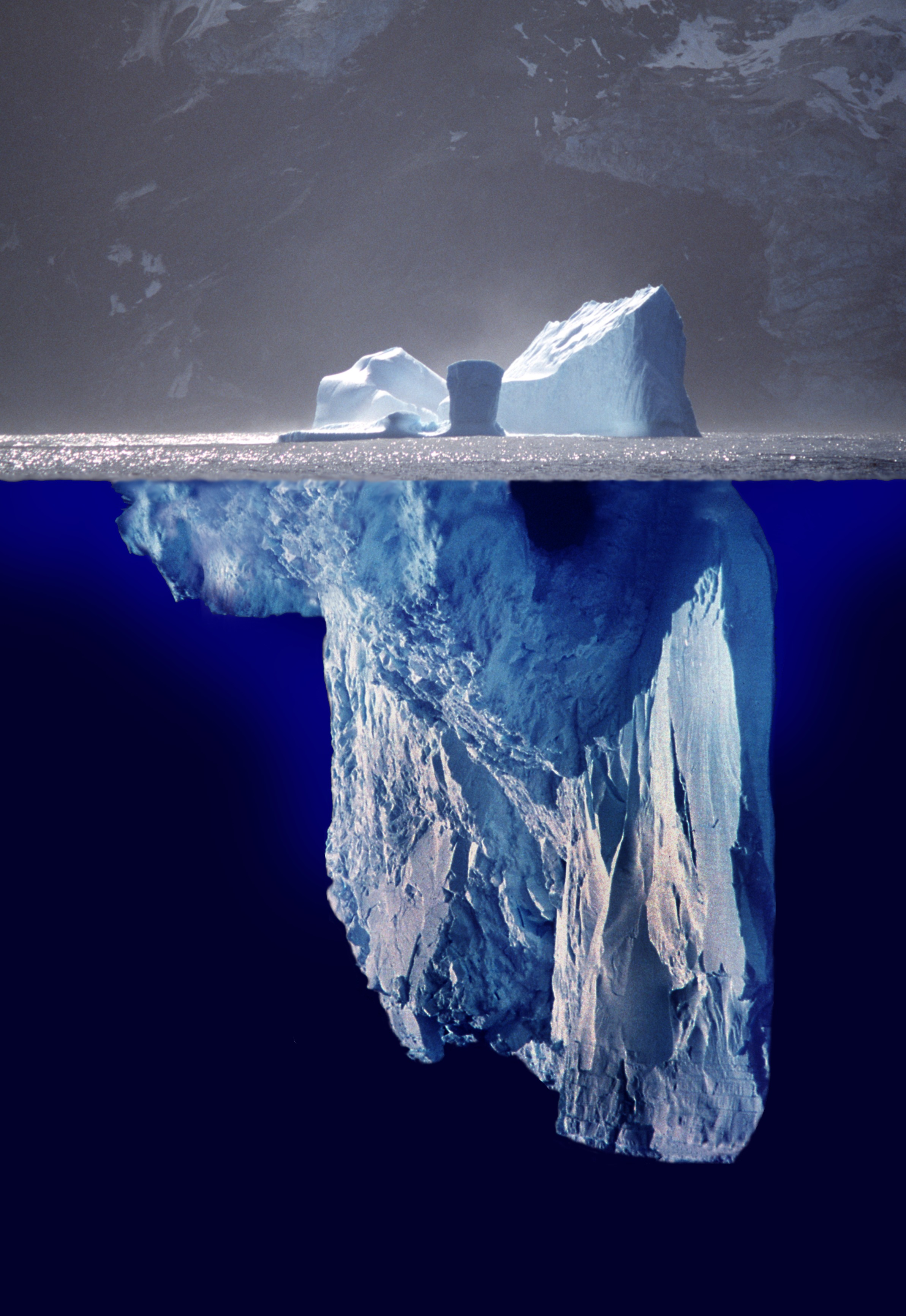
ijsberg, alleen de top is te zien.

De ijsbergtheorie (in het Engels: Iceberg Theory of The principle of the iceberg) is de metafoor waarmee Ernest Hemingway zijn schrijfstijl beschreef. 
Hemingway ontdeed de tekst van zijn verhaal van alles wat afbreuk deed aan de essentie, of wat de lezer zelf zou kunnen achterhalen of invullen. De lezers construeren dus zelf voor een deel het verhaal en vervolledigen het met wat aan de oppervlakte niet zichtbaar is, net als een ijsberg waarvan het grootste stuk aan de blik is onttrokken. De handelingen en dialogen van de personages moeten duidelijk maken welke spanningen er in het verhaal spelen, hoewel de schrijver ze niet expliciet maakt. Hemingway streefde zelf soberheid na in zijn schrijven, door spaarzaam om te gaan met adjectieven en korte, kernachtige zinnen te maken.
Zijn beroemde "ijsbergtheorie", ook wel bekend als de "theorie van het weglaten", is afkomstig uit zijn verhandeling over stierenvechten, Death in the Afternoon:

Als een schrijver van proza goed weet waar hij over schrijft, kan hij dingen weglaten, en de lezer zal dan, als de schrijver waarachtig genoeg schrijft, die dingen even goed kunnen aanvoelen als wanneer de schrijver het allemaal had uitgelegd. Een ijsberg beweegt zo waardig omdat maar een achtste deel ervan boven het water uitsteekt.